# SC Garmisch-Partenkirchen
Der SC Garmisch-Partenkirchen ist ein Fraueneishockeyverein aus Garmisch-Partenkirchen, der in der Fraueneishockey-Bundesliga spielte.

## Geschichte
1986 wurde beim TuS Geretsried ein Fraueneishockeyteam gegründet, das bis 1991 an der Landesliga Bayern teilnahm und in der Saison 1990/91 den Aufstieg in die Bundesliga erreichte. Die Mannschaft qualifizierte sich bis 2000 als Moskitos Geretsried in jedem Jahr für die Teilnahme an der Deutschen Meisterschaft, die sie in der Saison 1993/94 zum ersten und bisher einzigen Mal gewinnen konnte. Von 1999 bis 2001 wurde der Verein 3× Deutscher Vizemeister in Folge.
2001 zog die Mannschaft nach Garmisch-Partenkirchen um und wurde in den SC Riessersee aufgenommen. Aufgrund des Umzugs musste die Mannschaft zunächst außer Konkurrenz in der Bundesliga spielen. 2002 folgte der Zwangsabstieg in die Bayernliga, aus der das Team nach einer Spielzeit wieder in die Bundesliga zurückkehrte. Im Mai 2010 gründete die Mannschaft den eigenständigen Verein SC Garmisch-Partenkirchen Frauen-Eishockey. Nachdem die Saison 2015/16 noch begonnen wurde, zog der Verein seine Mannschaft im Februar 2016 vom Spielbetrieb zurück.

## Saisonstatistik
| Saison  | Sp | S  | OTS | OTN | N  | Tore   | Pkt | Platzierung |
| 2010/11 | 24 | 10 | 1   | 0   | 13 | 83:73  | 32  | Platz 5     |
| 2011/12 | 20 | 6  | 1   | 2   | 12 | 28:67  | 22  | Platz 5     |
| 2012/13 | 24 | 6  | 4   | 1   | 13 | 75:103 | 27  | Platz 5     |

| Saison  | Sp | S | OTG | PSG | OTV | PSV | N  | Tore   | Pkt | Platzierung |
| 2013/14 | 24 | 4 | 0   | 0   | 0   | 0   | 20 | 50:130 | 12  | Platz 6     |
| 2014/15 | 24 | 3 | 0   | 1   | 0   | 0   | 20 | 26:131 | 11  | Platz 6     |